# Edisons 2014
De Edisons 2014 werden uitgereikt op 31 maart 2014 in de Harbour Club in Amsterdam.
De Edison is een belangrijke Nederlandse muziekprijs die bijna jaarlijks wordt toegekend aan de beste Nederlandse muziekproducties uit de periode voorafgaande aan de uitreiking.
Voor de editie 2014 maakte de organisatie op 11 februari 2014 de genomineerden bekend. Uitsluitend Nederlandse producties kwamen in aanmerking voor een nominatie en/of prijs. De opzet was in vergelijking met 2013 ingrijpend veranderd. Zo werd er geen onderscheid meer gemaakt tussen mannelijke of vrouwelijke artiesten, of solisten en bands, maar werden de prijzen uitgereikt per genre (pop, rock, hiphop, etc.).
De uitreiking werd niet op tv uitgezonden. Evenmin was het evenement toegankelijk voor publiek; alleen genodigden waren welkom bij de uitreiking. Er waren optredens van onder meer BLØF, Mr Probz, Niels Geusebroek en het koor Dario Fo. De presentatie was van Johnny de Mol.
De vakjury bestond uit Leon Verdonschot (voorzitter), Angela Groothuizen, Dave Minneboo (Radio 538), Joost Nelemans (iTunes Nederland), Tijs van Liemt (3FM), Roland Snoeijer (100% NL/Radio 10), Joey Ruchtie (Rotown/Noorderslag) en Job de Wit (muziekjournalist).

## Winnaars en Genomineerden
(Winnaars zijn in vet weergegeven)
- Oeuvreprijs
  - Youp van 't Hek (kleinkunst) en BLØF (pop)

- Beste artiest/plaat - Pop
  - Sandra van Nieuwland voor Banging on the Doors of Love
  - Anouk voor Sad Singalong Songs
  - Niels Geusebroek voor Lines

- Beste artiest/plaat - Rock
  - De Staat voor I_CON
  - Jett Rebel voor Mars/Venus
  - Mozes and The Firstborn voor Mozes & The Firstborn

- Beste artiest/plaat - Hiphop
  - De Jeugd van Tegenwoordig voor Ja, Natúúrlijk!
  - Great Minds voor Great Minds
  - The Opposites voor Slapeloze Nachten

- Beste artiest/plaat - Dance
  - Martin Garrix voor Animals/Wizzard/Error 404
  - Armin van Buuren voor Intense
  - Yellow Claw voor Amsterdam Trap Music/Amsterdam Twerk Music/Shotgun

- Beste artiest/plaat - Alternative
  - Mister and Mississippi voor Mister and Mississippi
  - Jacco Gardner voor Cabinet of Curiosities
  - The Child of Lov voor The Child of Lov

- Beste nieuwkomer
  - Jett Rebel
  - Martin Garrix
  - Mr Probz

- Beste artiest/plaat - Volksmuziek
  - Frans Duijts voor Oud & Vertrouwd
  - Jannes voor Wij vieren het leven
  - Corry Konings voor Met hart en ziel

- Beste song
  - Mr Probz voor Waves
  - Anouk voor Birds
  - Maaike Ouboter voor Dat ik je mis

- Beste album
  - Anouk voor Sad Singalong Songs

(Geen genomineerden in deze categorie)
- Beste videoclip
  - The Opposites & Mr Probz voor Sukkel voor de liefde
  - De Jeugd van Tegenwoordig voor Een barkie
  - De Jeugd van Tegenwoordig voor De formule

## Verwijzingen
1. ↑  Nu.nl, 31 maart 2014